# Liste von Salamanderbrunnen
In dieser Liste sind Salamanderbrunnen aufgeführt, also Brunnen im öffentlichen Raum, die Salamander zum Thema haben.

## Deutschland
| Bezeichnung                   | Bild           | Standort                              | Bundesland        | Künstler | Errichtung Einweihung | Weitere Informationen |
| ----------------------------- | -------------- | ------------------------------------- | ----------------- | -------- | --------------------- | --- |
| Salamanderbrunnen (Stuttgart) | weitere Bilder | Stuttgart, Albrecht-Goes-Platz (Lage) | Baden-Württemberg |          |                       | Der Salamanderbrunnen wurde 1912 vom Hochbauamt Stuttgart im Jugendstil geschaffen. Nach dem Zweiten Weltkrieg war die Salamanderfigur verschollen. Sie wurde 1966 durch eine Bronzeplastik von Lilli Kerzinger-Werth ersetzt. |

## Weitere
| Bezeichnung                   | Bild           | Standort                                    | Staat      | Künstler     | Errichtung Einweihung | Weitere Informationen                           |
| ----------------------------- | -------------- | ------------------------------------------- | ---------- | ------------ | --------------------- | ----------------------------------------------- |
| Salamanderbrunnen (Perpignan) |                | Perpignan (Département Pyrénées-Orientales) | Frankreich |              |                       |                                                 |
| Salamanderbrunnen (Barcelona) | weitere Bilder | Barcelona (Katalonien) im Park Güell (Lage) | Spanien    | Antoni Gaudí |                       | ein bunter Mosaik-Brunnen (siehe auch alamy.de) |